# Loteca
A Loteca, antigamente denominada Loteria Esportiva, é uma modalidade de loteria brasileira, mantida pela Caixa Econômica Federal, com o objetivo de prognosticar resultados de partidas de futebol.

## Histórico

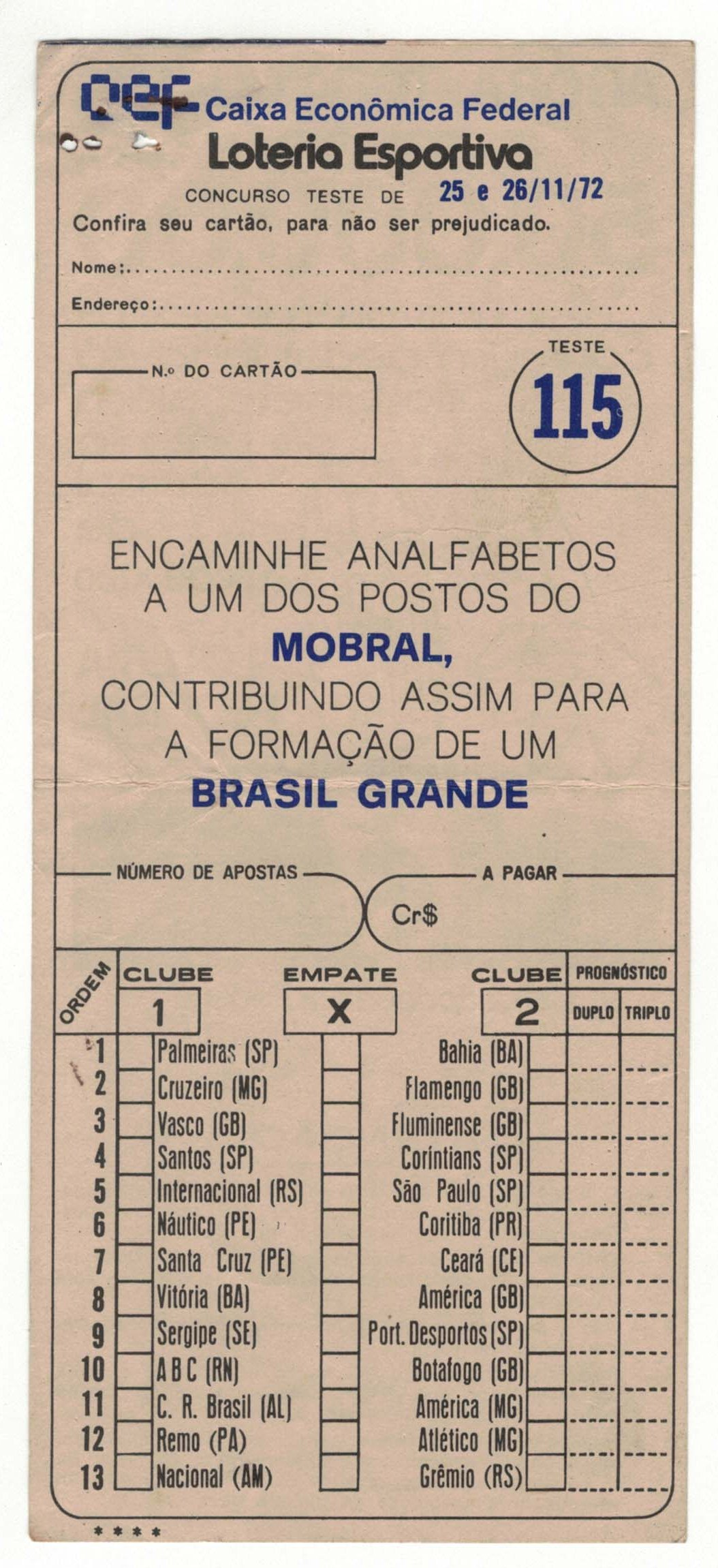
Um bilhete da Loteria Esportiva, da Caixa Econômica Federal, dos dias 25 e 26 de novembro de 1972.

A Loteca foi regulamentada no Brasil em 25 de março de 1970 e realizada desde 19 de abril, quando foi feita uma rodada experimental no estado da Guanabara com prêmio fixo de duzentos mil cruzeiros novos e cem mil bilhetes distribuídos. O jogo número 1 foi um Fla-Flu. As vendas de apostas foram feitas em 48 barracas improvisadas. Testes em São Paulo, Belo Horizonte, Porto Alegre e outras cidades, no mesmo fim de semana, foram cancelados.
Naquela época, era necessário acertar os resultados de treze jogos selecionados pela Caixa para ganhar o prêmio. Durante a fase experimental, era possível até marcar treze palpites triplos (quando todas as colunas são marcadas em uma linha), mas ninguém chegou a fazer os treze pontos — as chances matemáticas eram de 1:1 594 323 para fazer os treze pontos. Oito apostadores foram premiados com doze pontos e dividiram o prêmio líquido, com cada um recebendo cerca de dez mil cruzeiros novos. Outras rodadas experimentais foram realizadas em 3 de maio, também na Guanabara, e em 17 de maio, em São Paulo, Belo Horizonte e Brasília.
Oficialmente, os bolões começaram em 7 de junho, que foi também a primeira vez em que foram acertados treze pontos. O futebol já era febre no país, antes mesmo de a seleção brasileira ter faturado sua terceira Copa do Mundo, o que gerou muitas filas nas casas de apostas. O jogo mínimo custava dois cruzeiros novos, com um duplo; o jogo com um triplo custava três cruzeiros novos.
O apostador preenchia um cartão e entregava-o na lotérica, que usava uma máquina manual da IBM, chamada Port a Punch, para furar dois cartões, um dos quais ficaria como comprovante com o apostador. Ao final de todos os jogos de domingo, um computador da Caixa Econômica Federal processava as apostas, em "apenas" dezessete minutos, de acordo com a revista Placar. O computador seguia lendo cartão por cartão até encontrar um com nove pontos (o mínimo para o prêmio ser rateado) e, então passava a separar todos os cartões com nove pontos até achar algum com dez; a partir daí seguia o mesmo processo, em busca de cartões com onze, doze e, eventualmente, treze pontos.
A escolha dos jogos de cada bolão era feita pela agência Sport Press, contratada pela Caixa. Essa escolha seguia alguns critérios:
- Clássicos, desde que a diferença de pontos entre os times não fosse grande;
- Dois times "médios" com campanhas parecidas;
- Times grandes jogando fora de casa contra times pequenos;
- Clássicos locais ou regionais.[10]

O primeiro apostador a ganhar sozinho foi Gilberto Furtado Medeiros, no teste número 5 (28 de junho), entretanto sem marcar os treze pontos. Em um teste que terminou com oito empates ele foi o único a errar apenas um jogo. Esse teste já marcou um declínio nas apostas, pois foi o primeiro depois da Copa do Mundo de 1970, que gerou um volume maior por haver mais informações disponíveis sobre os times participantes, e também por marcar o início dos campeonatos estaduais, o que fazia com que muitos esperassem mais um pouco para ter uma ideia melhor de como estavam as equipes.
No teste número 11, um maquinista de Barra do Piraí ganhou sozinho o prêmio de 2,5 milhões de cruzeiros, um grande valor à época, e ficou famoso. Para o teste seguinte, as apostas dispararam, assim como o valor do prêmio, mas quem fez os treze pontos saiu decepcionado, pois foram 4 175 ganhadores.
Após um ano a loteria era considerada um sucesso, com os organizadores declarando que ela tinha superado "a mais otimista das expectativas": mesmo com vendas em apenas seis estados, já haviam sido vendidos cerca de dez milhões de apostas, embora as previsões iniciais tenham falado que seriam apenas cerca de 2,5 milhões após um ano.
O sucesso teve efeitos colaterais, como um protesto de lojistas no centro de São Paulo, que se sentiam prejudicados pelas longas filas em casas lotéricas, que obstruíam as portas de outras lojas, no período em que apenas poucas casas lotéricas podiam fazer as apostas. As soluções propostas para evitar o problema eram aumentar o número de casas lotéricas autorizadas a fazer as apostas e eliminar a necessidade de preenchimento de nome e endereço do apostador nos volantes, usando apenas o número do cartão, como já era feito na Loteria Federal. Tal jogo inspirou a produção da comédia Como Ganhar na Loteria sem Perder a Esportiva do diretor J.B. Tanko em 1971.
A Loteca passou a ser vendida no país inteiro em 1972. O sucesso fez com que a loteria passasse a ser mencionada em filmes e contos, além de ter dado fama a professores de matemática que faziam cálculos simples de análise combinatória.
Em maio de 1972, no teste 85, uma zebra inesperada no jogo entre Corinthians e Juventus, no Pacaembu, fez o primeiro milionário da modalidade: Eduardo Varela, mais conhecido como Dudu da Loteca, do então estado da Guanabara. Ele foi o único apostador que cravou os treze pontos do concurso, incluindo este jogo, em que o Corinthians tinha cerca de 95% das apostas, enquanto o Juventus vinha de cinco derrotas nas cinco primeiras rodadas e conseguiu vencer pelo placar mínimo, com gol de falta do meia Brecha. Levou um total de mais de 11,6 milhões de cruzeiros.
Em seus quatro primeiros anos, a Loteria Esportiva foi interrompida no fim do ano, devido ao recesso do futebol brasileiro. A partir de 1974, entretanto, jogos do exterior passaram a compor a programação desse período.
Em setembro de 1975, o goiano Miron Vieira de Sousa, da cidade de Ivolândia, no interior de Goiás, ganhou sozinho um prêmio de 22 milhões de cruzeiros, considerado à época "o maior prêmio da Loteca e do mundo, em concursos de prognósticos".
Foi em 1978 que surgiu um dos personagens mais famosos da Loteca, a Zebrinha do Fantástico, programa dominical da Rede Globo. Desenhada por Borjalo, era dublada por Pedro Braga e Mara Lisi. No ano seguinte, as vendas semanais chegavam a dez milhões de apostas, mesmo patamar que só tinha sido alcançado após um ano de vendas. A Caixa já tinha tomado medidas para diminuir os custos, reduzindo o cartão pela metade.

### Caso da Máfia da Loteria Esportiva
Em 1979, Milton Coelho da Graça, então diretor da revista Placar, comentou com Juca Kfouri, então editor de projetos especiais e que cuidava da seção sobre a Loteria Esportiva, que vinha notando algumas coincidências quando poucas pessoas ganhavam em um teste. A pedido de Milton, Juca foi a Brasília pedir para ver os bilhetes premiados, mas o pedido foi negado, com a alegação de sigilo bancário.
Nesse mesmo ano, Milton deixou a Abril, e Juca foi promovido a seu posto. Ainda com as suspeitas em relação à Loteria Esportiva, todo o fim de mês provocava a redação: "Quem é o macho para descobrir a sacanagem da Loteria Esportiva?" Mas ninguém se pronunciava. Em outra viagem a Brasília, pediu novamente para ver os cartões ganhadores. Desta vez, mostraram-lhe alguns: "Nego colocava jogo triplo em partida que se cravaria seco", conta Juca. "Corinthians × Juventus, triplo. Flamengo × Olaria, triplo. Vasco × Botafogo, Vasco. Atlético-PR × Coritiba, Coritiba. Inter × Livramento, triplo. Não é possível. Eles cravam triplo em jogo fácil e seco para jogo difícil. Tem alguma coisa estranha nisso."
Quando comentou suas suspeitas na redação, no dia seguinte, conseguiu um voluntário para a empreitada: Sérgio Martins. Juca deu a ele prazo de um ano, cumprido à risca: no número 648, de 22 de outubro de 1982, foi publicada extensa reportagem sobre o caso, com denúncias de corrupção e manipulação de resultados. "A Loteria Esportiva é séria até a bola rolar", admitiu o radialista Flávio Moreira, um dos envolvidos. Nenhum dos 125 denunciados, entre jogadores, dirigentes, árbitros, técnicos e personalidades, foi preso. O gerente de Loterias da Caixa em 1989, Juarez José de Lima, garantiu à época que o escândalo não chegou a abalar a loteria.

### Decadência
A loteria perdeu credibilidade, que nunca mais recuperou. A criação da Loto e da Sena também contribuíram para a decadência da loteria. Em dezembro de 1987, a forma de apostas mudou: passaram a ser dezesseis jogos, sendo que era obrigatório acertar os treze primeiros para ter direito a um prêmio. Quem acertasse catorze ou quinze pontos também levava prêmios menores, desde que tivesse acertado os treze primeiros jogos. A loteria ganhou o apelido de "Gorda". Na época da mudança a arrecadação despencou para um décimo do que a loteria arrecadava na sua melhor fase. A média de apostas semanais entre 1972 e 1980 era de dezessete milhões, número que cairia no fim dos anos 1980 para menos de cinco milhões.
A fórmula com dezesseis jogos durou até agosto de 1989, quando a loteria voltou a ter treze jogos e mudou de nome para Loteca, que já era um apelido consagrado. No fim do ano anterior a Loteca tinha começado a dar prejuízo. O número dos concursos também foi zerado, começando novamente do número 1. A fase anterior teve 976 testes. No novo formato, foi mantida a obrigatoriedade de acertar os primeiros jogos, no caso dez, o que já garantiria um prêmio menor. Cada um dos treze jogos acertados além dos dez primeiros garantiria um prêmio maior. Mas a maior mudança foi a instituição de apenas palpites simples, acabando com palpites duplos e triplos.

### Atualmente
Hoje é necessário acertar catorze pontos para faturar o prêmio maior. A aposta mínima é de três reais (um duplo), e a aposta mais cara é de 1.296 reais (três triplos e cinco duplos). As chances matemáticas de acertar catorze pontos com o jogo mínimo são de uma em 2 391 485.
A Loteca está, atualmente, arrastando-se no cenário de loterias. Sua arrecadação está longe da de quarenta anos atrás. No teste 256, de março de 2007, a Loteca pagou o menor prêmio da história de seu novo formato, quando, em uma rodada "lógica", 7 792 apostadores fizeram os catorze pontos e levaram um prêmio de 32,67 reais — quem fez treze pontos levou oitenta centavos. Em 2008 o Governo Federal lançou a Timemania, loteria que viabiliza ajuda aos cofres dos clubes das séries A, B e C do Campeonato Brasileiro.

## Probabilidade de acerto
Fazendo a aposta mínima, a probabilidade de acerto é:
- 14 placares: 1 chance em 2.391.485
- 13 placares: 1 chance em 85.410